# Finland (Minnesota)
Finland est une census-designated place située dans le comté de Lake, dans l’État du Minnesota, aux États-Unis. Lors du recensement de 2020, elle comptait 215 habitants.